# NGC 2980
NGC 2980 (również PGC 27799) – galaktyka spiralna z poprzeczką (SBc), znajdująca się w gwiazdozbiorze Sekstantu. Odkrył ją William Herschel 27 marca 1786 roku.
W galaktyce tej zaobserwowano supernowe SN 2006ba i SN 2009lm.